# Pasir Agung
Pasir Agung is een bestuurslaag in het regentschap Rokan Hulu van de provincie Riau, Indonesië. Pasir Agung telt 2404 inwoners (volkstelling 2010).